# Uniwersytet Juraja Dobrili w Puli
Uniwersytet Juraja Dobrili w Puli (chorw. Sveučilište Jurja Dobrile u Puli) – chorwacki uniwersytet z siedzibą w Puli. Został założony w 2006 roku.